# Grammy Award for Best Disco Recording
Der Grammy Award for Best Disco Recording, auf Deutsch „Grammy-Auszeichnung für die beste Disco-Aufnahme“, ist ein Musikpreis, der 1980 von der amerikanischen Recording Academy verliehen wurde.

## Geschichte und Hintergrund
Die seit 1959 verliehenen Grammy Awards werden jährlich in zahlreichen Kategorien von der Recording Academy in den Vereinigten Staaten vergeben, um künstlerische Leistung, technische Kompetenz und hervorragende Gesamtleistung ohne Rücksicht auf die Album-Verkäufe oder Chart-Position zu würdigen.
Eine dieser Kategorien war der Grammy Award for Best Disco Recording. Der Preis wurde nur bei den Grammy Awards 1980 vergeben und ging an Gloria Gaynor und die Musikproduzenten Dino Fekaris und Freddie Perren für das Lied I Will Survive.
Disco ist ein Genre der Tanzmusik, das in den 1970er Jahren in den USA entstand. Das experimentelle Mischen von Platten, kombiniert mit der neu erworbenen Fähigkeit, längere Tracks zu spielen, führte zu einem Genre, das für Tanzveranstaltungen gut geeignet war. In den Jahren 1973 bis 1974 lieferten die Songs Love Is the Message von MFSB und kurz darauf Never Can Say Goodbye von Gloria Gaynor, The Hustle von Van McCoy und Love to Love You Baby von Donna Summer den passenden Disco-Sound. Die Eröffnung des Studio 54 in Manhattan und der Erfolg des Films Saturday Night Fever (mit John Travolta und Musik von den Bee Gees) trugen 1977 zur Popularität des Disco-Genres bei. Im folgenden Jahr eröffnete Paradise Garage in Manhattans West Village, der New Yorker Radiosender WKTU spielte nur noch Disco-Musik und die Zahl der Diskotheken in den Vereinigten Staaten erreichte fast 20.000. Bei den 21. Grammy Awards 1979 wurde das Album Saturday Night Fever: The Original Movie Sound Track zum Album des Jahres gekürt und die Bee Gees erhielten den Grammy Award for Best Pop Vocal Performance by a Duo or Group. Bis Ende 1979 hatte die Disco-Branche einen geschätzten Wert von mehr als 4 Milliarden US-Dollar, „mehr als die Branchen Film, Fernsehen oder Profisport“. Die Disco-Musik kam jedoch schnell aus der Mode und deshalb setzte die Recording Academy die Kategorie Grammy Award for Best Disco Recording bereits vor den Grammy Awards 1981 wieder ab. Nach Angaben der Recording Academy war Disco „keine frei definierbare eigenständige Musikform mehr“, obwohl ihr Einfluss „alle Arten von Popmusik durchdrungen hatte“. Trotz der kurzen Zeitspanne seiner Vergabe hat der Preis dazu beigetragen, Gloria Gaynor als eine der bekanntesten Disco-Musikerinnen der 1970er Jahre und den Song I Will Survive als einen der bekanntesten und meistverkauften Songs des Genres zu etablieren.
1998 wurde eine ähnliche Kategorie, der Grammy Award for Best Dance Recording ausgezeichnet, obwohl Bedenken bestanden, dass die Kategorie ähnlich wie die Disco-Kategorie nur von kurzer Dauer sein könnte. Im Jahr 2003 hat die Recording Academy die Kategorie vom Bereich „Pop“ in den neuen Bereich „Dance“ verschoben, der derzeit auch die Kategorie Grammy Awards for Best Dance/Electronica Album enthält.

## Gewinner und Nominierte
| Jahr | Gewinner      | Nationalität       | Aufnahme       | Nominierte | Bild des/der Gewinner(s) |
| ---- | ------------- | ------------------ | -------------- | --- | ------------------------ |
| 1980 | Gloria Gaynor | Vereinigte Staaten | I Will Survive | - Boogie Wonderland – Earth, Wind & Fire - Don’t Stop ’Til You Get Enough – Michael Jackson - Da Ya Think I'm Sexy? – Rod Stewart - Dim All the Lights – Donna Summer |                          |